# Iglesia Vieja del Arrabal (Salamanca)
La iglesia vieja del Arrabal, dedicada a la Santísima Trinidad, es una iglesia románica del siglo XII ubicada en el barrio del Arrabal en Salamanca.

## Características
Tiene tres naves y destaca un altar plateresco esculpido en piedra de Villamayor. Fue fundada por un caballero de la Orden de San Juan de Jerusalén y fue ocupada por religiosos trinitarios y también sirvió de estancia a dominicos y emparedadas. Es una de las escasas construcciones cercanas al río que se salvaron tras la Riada de San Policarpo en 1626. Esta iglesia se relaciona con la antigua ermita de Rocamador, donde también estaba el hospital de Nuestra Señora de Rocamador.
Fue abandonada en los años 1950, una vez que dejó de ser practicable para el culto, trasladándose la actividad a la Iglesia Nueva del Arrabal.
Fue restaurada en 2006 por el Ayuntamiento, recuperando el culto. En la restauración fue descubierta una pintura mural que habría servido como fondo a un calavario.
La Iglesia del Arrabal es la sede de la Hermandad del Cristo del Amor y de la Paz, de la Semana Santa salmantina, y de la Cofradía de Ntra. Sra. de la Encarnación.

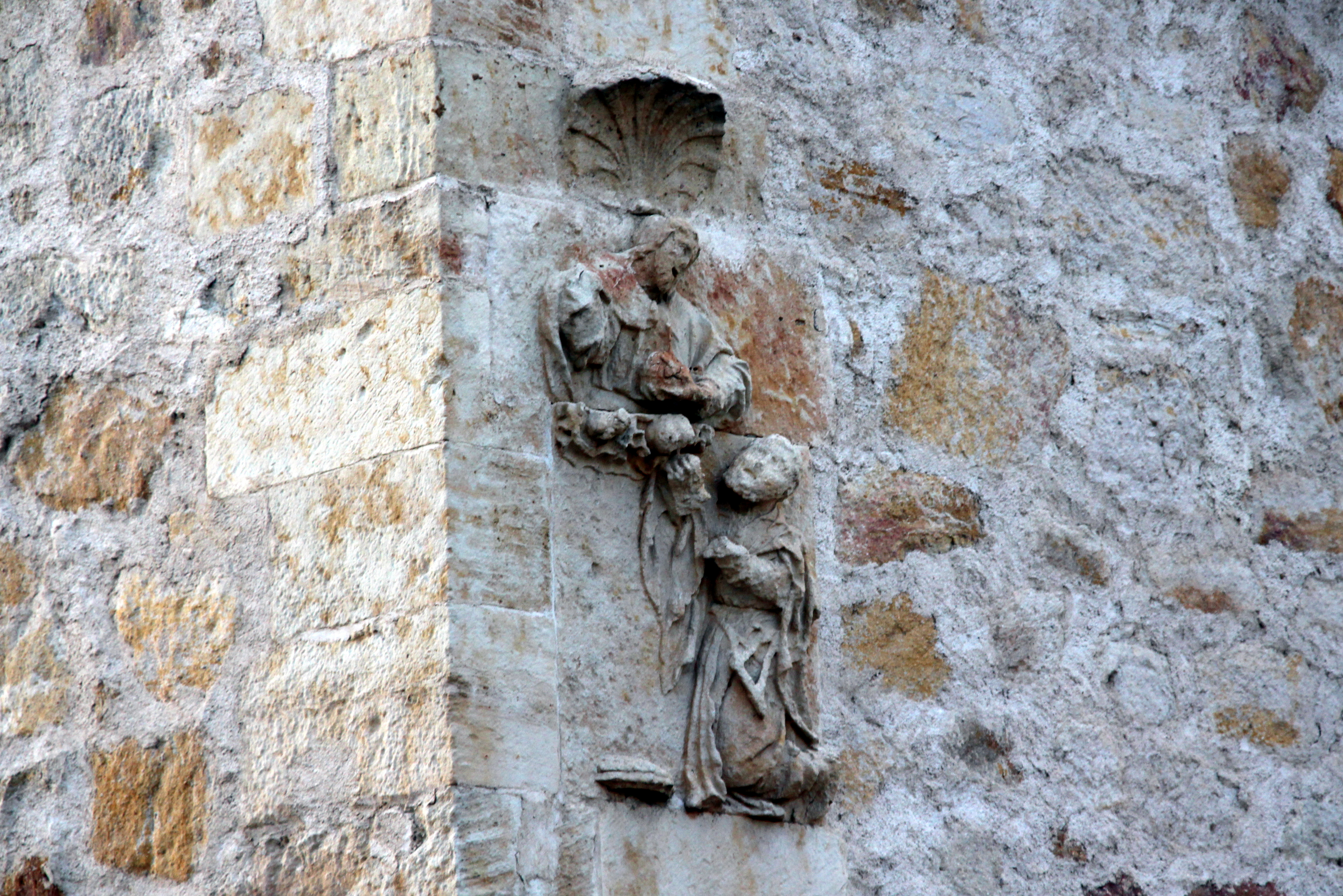
Relieve de Cristo y San Juan de Mata en el exterior de la iglesia.